# Nassarius kooli
Nassarius kooli is een slakkensoort uit de familie van de Nassariidae. De wetenschappelijke naam van de soort is voor het eerst geldig gepubliceerd in 2009 door Dekker & Dekkers.